# Cot Kutateu
Cot Kutateu är en kulle i Indonesien.   Den ligger i provinsen Aceh, i den västra delen av landet, 1 800 km nordväst om huvudstaden Jakarta. Toppen på Cot Kutateu är 69 meter över havet.
Terrängen runt Cot Kutateu är platt åt sydväst, men åt nordost är den kuperad.Runt Cot Kutateu är det glesbefolkat, med 14 invånare per kvadratkilometer. Närmaste större samhälle är Banda Aceh, 19,6 km nordväst om Cot Kutateu. I omgivningarna runt Cot Kutateu växer i huvudsak städsegrön lövskog.